# 陳俊仁
陳俊仁（英語：Dominic Tan Jun Jin，1997年3月12日—），出生於新加坡，馬來西亞華裔職業足球員，司職後衛，現效力於馬來西亞足球超級聯賽沙巴足球會。在新加坡|，曾就讀於新加坡體育學校，也曾代表新加坡全國足球學院U15隊及U16隊，16歲時藉由新加坡體育學校的教練加入了馬來西亞U19隊。當U19隊解散後，於2016年轉投柔佛DT足球俱樂部二隊，不久後升上一隊並隨隊贏得馬超及大馬杯。2018年他從柔佛DT二隊起步，之後被外租至葡萄牙第三級聯賽的Vilaverdense FC、泰乙泰路警察，其結束外租後，先後加盟泰路警察及沙巴。

## 球員生涯

### 職業隊
陳俊仁在出生前，他的雙親便從馬來西亞移民新加坡。因此他在新加坡出生、成長，且於新加坡體育學校就讀，還入選了新加坡全國足球學院U15隊及U16隊。然而17歲時，他透過教練介紹，得以加入馬來西亞U19隊，即代表幼虎C隊參加馬足總聯賽。後來因幼虎C隊解散，所以他在2016年轉投柔佛DT足球俱樂部二隊，七個月後便升上一隊並助球隊贏得馬來西亞超級足球聯賽及馬來西亞盃。2018年他先是回到柔佛DT二隊，再於同年被租借到葡萄牙第三級聯賽的Vilaverdense FC。2019年再度被租借至泰國乙組聯賽泰路警察足球俱樂部，於年底從柔佛DT離隊，就此轉會泰路警察。
陳俊仁效力泰路警察至於2021年12月，因缺乏出場機會，決定在下賽季轉投馬來西亞足球超級聯賽沙巴足球會。

### 國家隊
2015年時作為隊長，領軍出戰東南亞足協U-19青年錦標賽，並獲得亞軍。隔年則曾入選2017年東南亞運動會足球比賽考察名單，惟沒能留在最終陣容。2018年則入選過U21國家隊，以及在2018年亞足聯U-23錦標賽三場小組賽先發上陣，最終名列八強。
2019年再以副隊長身分出賽2020年亞足聯U-23錦標賽會外賽。